# Uhlias limbatus
Uhlias limbatus är en kräftdjursart som beskrevs av William Stimpson 1871. Uhlias limbatus ingår i släktet Uhlias och familjen Leucosiidae. Inga underarter finns listade i Catalogue of Life.